# Klasa A w piłce nożnej (2023/2024)
Klasa A w sezonie 2023/2024 odbywała się w 130 grupach, które były prowadzone przez poszczególne Wojewódzkie i/lub Okręgowe Związki Piłki Nożnej. Najlepsze drużyny awansowały do klasy okręgowej, natomiast najsłabsze drużyny były relegowane do klasy B.

## Zmiana ilości grup
W porównaniu do poprzedniego sezonu doszło do zmian w ilości grup:
- w okręgu Chełm ilość grup została zmniejszona z dwóch do jednej;
- w okręgu Gorzów Wielkopolski ilość grup została zmniejszona z trzech do dwóch;
- w okręgu Skierniewice ilość grup została zmniejszona z dwóch do jednej;
- w okręgu Zielona Góra ilość grup została zmniejszona z czterech do trzech.

Zmiany te spowodowały zmniejszenie ilości grup klasy A ze 134 do 130.

## Zwycięzcy
| Okręg                          | Drużyna                        | Źródło                         | Szczegóły                      | Okręg                      | Drużyna                        | Źródło                     | Szczegóły                  | Okręg                           | Drużyna                         | Źródło                          | Szczegóły                       |
| Województwo dolnośląskie       | Województwo dolnośląskie       | Województwo dolnośląskie       | Województwo dolnośląskie       | Województwo mazowieckie    | Województwo mazowieckie        | Województwo mazowieckie    | Województwo mazowieckie    | Województwo warmińsko-mazurskie | Województwo warmińsko-mazurskie | Województwo warmińsko-mazurskie | Województwo warmińsko-mazurskie |
| ------------------------------ | ------------------------------ | ------------------------------ | ------------------------------ | -------------------------- | ------------------------------ | -------------------------- | -------------------------- | ------------------------------- | ------------------------------- | ------------------------------- | ------------------------------- |
| Jelenia Góra I                 | Olimpia Kamienna Góra          | [ 1 ]                          | szczegóły                      | Ciechanów-Ostrołęka        | Gladiator Słoszewo             | [ 2 ]                      | szczegóły                  | warmińsko-mazurska I            | Kłobuk Mikołajki                | [ 3 ]                           | szczegóły                       |
| Jelenia Góra II                | LZS Kościelnik                 | [ 4 ]                          | szczegóły                      | Płock                      | Stoczniowiec Płock             | [ 5 ]                      | szczegóły                  | warmińsko-mazurska II           | Błękitni Orneta                 | [ 6 ]                           | szczegóły                       |
| Jelenia Góra III               | GKS Raciborowice               | [ 7 ]                          | szczegóły                      | Radom I                    | Młodzik 18 Radom               | [ 8 ]                      | szczegóły                  | warmińsko-mazurska III          | Orzeł Janowiec Kościelny        | [ 9 ]                           | szczegóły                       |
| Legnica I                      | Korona Czernina                | [ 10 ]                         | szczegóły                      | Radom II                   | Oronka Orońsko                 | [ 11 ]                     | szczegóły                  | warmińsko-mazurska IV           | Wel Lidzbark                    | [ 12 ]                          | szczegóły                       |
| Legnica II                     | Sparta Parszowice              | [ 13 ]                         | szczegóły                      | Siedlce                    | Pogoń III Siedlce              | [ 14 ]                     | szczegóły                  | Województwo wielkopolskie       | Województwo wielkopolskie       | Województwo wielkopolskie       | Województwo wielkopolskie       |
| Legnica III                    | GKS Męcinka                    | [ 15 ]                         | szczegóły                      | Warszawa I                 | Białe Orły Warszawa            | [ 16 ]                     | szczegóły                  | wielkopolska I                  | Noteć Miasteczko Krajeńskie     | [ 17 ]                          | szczegóły                       |
| Wałbrzych I                    | Karolina Jaworzyna Śląska      | [ 18 ]                         | szczegóły                      | Warszawa II                | Mazur II Karczew               | [ 19 ]                     | szczegóły                  | wielkopolska II                 | LKS Lipa                        | [ 20 ]                          | szczegóły                       |
| Wałbrzych II                   | Pogoń Pieszyce                 | [ 21 ]                         | szczegóły                      | Warszawa III               | Korona Góra Kalwaria           | [ 22 ]                     | szczegóły                  | wielkopolska III                | Poznańska 13 Poznań             | [ 23 ]                          | szczegóły                       |
| Wałbrzych III                  | Unia Złoty Stok                | [ 24 ]                         | szczegóły                      | Warszawa IV                | Orzeł Kampinos                 | [ 25 ]                     | szczegóły                  | wielkopolska IV                 | Pompa Team Jarosławiec          | [ 26 ]                          | szczegóły                       |
| Wrocław I                      | Piast Lutynia                  | [ 27 ]                         | szczegóły                      | Województwo opolskie       | Województwo opolskie           | Województwo opolskie       | Województwo opolskie       | wielkopolska V                  | Warta Krzymów                   | [ 28 ]                          | szczegóły                       |
| Wrocław II                     | Dolpasz Skokowa                | [ 29 ]                         | szczegóły                      | opolska I                  | Motor Praszka                  | [ 30 ]                     | szczegóły                  | wielkopolska VI                 | Wicher Strzyżewo                | [ 31 ]                          | szczegóły                       |
| Wrocław III                    | Czarni Jelcz-Laskowice         | [ 32 ]                         | szczegóły                      | opolska II                 | Stal II Brzeg                  | [ 33 ]                     | szczegóły                  | wielkopolska VII                | Polonia 1912 II/Dąb Zaborowo    | [ 34 ]                          | szczegóły                       |
| Wrocław IV                     | Polonia Jaszowice              | [ 35 ]                         | szczegóły                      | opolska III                | LZS II Starowice Dolne         | [ 36 ]                     | szczegóły                  | wielkopolska VIII               | Huragan Szczury                 | [ 37 ]                          | szczegóły                       |
| Województwo kujawsko-pomorskie | Województwo kujawsko-pomorskie | Województwo kujawsko-pomorskie | Województwo kujawsko-pomorskie | opolska IV                 | Sokół Niemodlin                | [ 38 ]                     | szczegóły                  | wielkopolska IX                 | Lilia Mikstat                   | [ 39 ]                          | szczegóły                       |
| Bydgoszcz I                    | MUKS CWZS Bydgoszcz            | [ 40 ]                         | szczegóły                      | opolska V                  | Naprzód Jemielnica             | [ 41 ]                     | szczegóły                  | Województwo zachodniopomorskie  | Województwo zachodniopomorskie  | Województwo zachodniopomorskie  | Województwo zachodniopomorskie  |
| Bydgoszcz II                   | Pałuczanka Żnin                | [ 42 ]                         | szczegóły                      | opolska VI                 | Victoria Żyrowa                | [ 43 ]                     | szczegóły                  | zachodniopomorska I             | Korona Stuchowo                 | [ 44 ]                          | szczegóły                       |
| Toruń                          | Legia Chełmża                  | [ 45 ]                         | szczegóły                      | Województwo podkarpackie   | Województwo podkarpackie       | Województwo podkarpackie   | Województwo podkarpackie   | zachodniopomorska II            | Świt II Skolwin                 | [ 46 ]                          | szczegóły                       |
| Włocławek                      | Skrwa Skrwilno                 | [ 47 ]                         | szczegóły                      | Dębica                     | Brzostowianka Brzostek         | [ 48 ]                     | szczegóły                  | zachodniopomorska III           | Kłos Kamienny Jaz               | [ 49 ]                          | szczegóły                       |
| Województwo lubelskie          | Województwo lubelskie          | Województwo lubelskie          | Województwo lubelskie          | Jarosław                   | Sanoczanka Święte              | [ 50 ]                     | szczegóły                  | zachodniopomorska IV            | Mewa Resko                      | [ 51 ]                          | szczegóły                       |
| Biała Podlaska I               | LZS Sielczyk                   | [ 52 ]                         | szczegóły                      | Krosno I                   | Cosmos II Nowotaniec           | [ 53 ]                     | szczegóły                  | zachodniopomorska V             | Rolpol Rossow Chlebowo          | [ 54 ]                          | szczegóły                       |
| Biała Podlaska II              | Absolwent Domaszewnica         | [ 55 ]                         | szczegóły                      | Krosno II                  | Grabowianka Grabówka           | [ 56 ]                     | szczegóły                  | zachodniopomorska VI            | Iskra Lutówko                   | [ 57 ]                          | szczegóły                       |
| Chełm                          | Chełmianka II Chełm            | [ 58 ]                         | szczegóły                      | Krosno III                 | Zorza Łęki Dukielskie          | [ 59 ]                     | szczegóły                  | zachodniopomorska VII           | Unia Sieciemin                  | [ 60 ]                          | szczegóły                       |
| Lublin I                       | Wisła Annopol                  | [ 61 ]                         | szczegóły                      | Lubaczów                   | Zdrój Horyniec                 | [ 62 ]                     | szczegóły                  | zachodniopomorska VIII          | Wspólni Różewo                  | [ 63 ]                          | szczegóły                       |
| Lublin II                      | Garbarnia Kurów                | [ 64 ]                         | szczegóły                      | Przemyśl                   | Orzeł Torki                    | [ 65 ]                     | szczegóły                  |                                 |                                 |                                 |                                 |
| Lublin III                     | LZS Wierzchowiska              | [ 66 ]                         | szczegóły                      | Przeworsk                  | Wisłoczanka Tryńcza            | [ 67 ]                     | szczegóły                  |                                 |                                 |                                 |                                 |
| Zamość                         | Andoria Mircze                 | [ 68 ]                         | szczegóły                      | Rzeszów I                  | Piast Nowa Wieś                | [ 69 ]                     | szczegóły                  |                                 |                                 |                                 |                                 |
| Województwo lubuskie           | Województwo lubuskie           | Województwo lubuskie           | Województwo lubuskie           | Rzeszów II                 | Wola Dalsza                    | [ 70 ]                     | szczegóły                  |                                 |                                 |                                 |                                 |
| Gorzów Wielkopolski I          | Łucznik Strzelce Krajeńskie    | [ 71 ]                         | szczegóły                      | Rzeszów III                | Sokis Chorzelów                | [ 72 ]                     | szczegóły                  |                                 |                                 |                                 |                                 |
| Gorzów Wielkopolski II         | Lubniewiczanka Lubniewice      | [ 73 ]                         | szczegóły                      | Stalowa Wola I             | Słowianin Grębów               | [ 74 ]                     | szczegóły                  |                                 |                                 |                                 |                                 |
| Zielona Góra I                 | Zorza Mostki                   | [ 75 ]                         | szczegóły                      | Stalowa Wola II            | LKS Brzyska Wola               | [ 76 ]                     | szczegóły                  |                                 |                                 |                                 |                                 |
| Zielona Góra II                | MKS Nowe Miasteczko            | [ 77 ]                         | szczegóły                      | Województwo podlaskie      | Województwo podlaskie          | Województwo podlaskie      | Województwo podlaskie      |                                 |                                 |                                 |                                 |
| Zielona Góra III               | Relaks Grabice                 | [ 78 ]                         | szczegóły                      | podlaska I                 | Narew Choroszcz                | [ 79 ]                     | szczegóły                  |                                 |                                 |                                 |                                 |
| Województwo łódzkie            | Województwo łódzkie            | Województwo łódzkie            | Województwo łódzkie            | podlaska II                | Sky Białystok                  | [ 80 ]                     | szczegóły                  |                                 |                                 |                                 |                                 |
| Łódź I                         | ŁAF Łódź                       | [ 81 ]                         | szczegóły                      | podlaska III               | Żubr Drohiczyn                 | [ 82 ]                     | szczegóły                  |                                 |                                 |                                 |                                 |
| Łódź II                        | Andrespolia Wiśniowa Góra      | [ 83 ]                         | szczegóły                      | Województwo pomorskie      | Województwo pomorskie          | Województwo pomorskie      | Województwo pomorskie      |                                 |                                 |                                 |                                 |
| Łódź III                       | UMKS Korab Łask                | [ 84 ]                         | szczegóły                      | Gdańsk I                   | OKS Janowo                     | [ 85 ]                     | szczegóły                  |                                 |                                 |                                 |                                 |
| Łódź IV                        | Witonianka Witonia             | [ 86 ]                         | szczegóły                      | Gdańsk II                  | Amator Kiełpino                | [ 87 ]                     | szczegóły                  |                                 |                                 |                                 |                                 |
| Piotrków Trybunalski I         | Ceramika II Opoczno            | [ 88 ]                         | szczegóły                      | Gdańsk III                 | Victoria Kaliska               | [ 89 ]                     | szczegóły                  |                                 |                                 |                                 |                                 |
| Piotrków Trybunalski II        | GKS II Bełchatów               | [ 90 ]                         | szczegóły                      | Gdańsk IV                  | Gryf Tczew                     | [ 91 ]                     | szczegóły                  |                                 |                                 |                                 |                                 |
| Sieradz I                      | UKS Ustków                     | [ 92 ]                         | szczegóły                      | Słupsk I                   | Słupia Kobylnica               | [ 93 ]                     | szczegóły                  |                                 |                                 |                                 |                                 |
| Sieradz II                     | Słowian Dworszowice            | [ 94 ]                         | szczegóły                      | Słupsk II                  | GTS Czarna Dąbrówka            | [ 95 ]                     | szczegóły                  |                                 |                                 |                                 |                                 |
| Skierniewice                   | Pogoń Bełchów                  | [ 96 ]                         | szczegóły                      | Województwo śląskie        | Województwo śląskie            | Województwo śląskie        | Województwo śląskie        |                                 |                                 |                                 |                                 |
| Województwo małopolskie        | Województwo małopolskie        | Województwo małopolskie        | Województwo małopolskie        | Bielsko-Biała              | Podbeskidzie III Bielsko-Biała | [ 97 ]                     | szczegóły                  |                                 |                                 |                                 |                                 |
| Chrzanów                       | Fablok Chrzanów                | [ 98 ]                         | szczegóły                      | Bytom                      | Górnik Bobrowniki Śląskie      | [ 99 ]                     | szczegóły                  |                                 |                                 |                                 |                                 |
| Kraków I                       | Michałowianka Michałowice      | [ 100 ]                        | szczegóły                      | Częstochowa I              | LKS Kamienica Polska           | [ 101 ]                    | szczegóły                  |                                 |                                 |                                 |                                 |
| Kraków II                      | Bibiczanka Bibice              | [ 102 ]                        | szczegóły                      | Częstochowa II             | Pilica Koniecpol               | [ 103 ]                    | szczegóły                  |                                 |                                 |                                 |                                 |
| Kraków III                     | Tramwaj Kraków                 | [ 104 ]                        | szczegóły                      | Katowice                   | Jastrząb Bielszowice           | [ 105 ]                    | szczegóły                  |                                 |                                 |                                 |                                 |
| Limanowa                       | KS Tymbark                     | [ 106 ]                        | szczegóły                      | Lubliniec                  | Sparta Lubliniec               | [ 107 ]                    | szczegóły                  |                                 |                                 |                                 |                                 |
| Myślenice                      | Topór Tenczyn                  | [ 108 ]                        | szczegóły                      | Racibórz                   | Przyszłość Rogów               | [ 109 ]                    | szczegóły                  |                                 |                                 |                                 |                                 |
| Nowy Sącz                      | Barciczanka II Barcice         | [ 110 ]                        | szczegóły                      | Rybnik                     | Polonia Marklowice             | [ 111 ]                    | szczegóły                  |                                 |                                 |                                 |                                 |
| Nowy Sącz-Gorlice              | LKS Uście Gorlickie            | [ 112 ]                        | szczegóły                      | Skoczów                    | LKS Kończyce Małe              | [ 113 ]                    | szczegóły                  |                                 |                                 |                                 |                                 |
| Olkusz                         | Pogoń Miechów                  | [ 114 ]                        | szczegóły                      | Sosnowiec                  | Niwy Brudzowice                | [ 115 ]                    | szczegóły                  |                                 |                                 |                                 |                                 |
| Oświęcim                       | Orzeł Witkowice                | [ 116 ]                        | szczegóły                      | Tychy                      | Krupiński Suszec               | [ 117 ]                    | szczegóły                  |                                 |                                 |                                 |                                 |
| Podhale                        | Orawa Jabłonka                 | [ 118 ]                        | szczegóły                      | Zabrze                     | Gwiazda Chudów                 | [ 119 ]                    | szczegóły                  |                                 |                                 |                                 |                                 |
| Tarnów I                       | Beskid Żegocina                | [ 120 ]                        | szczegóły                      | Żywiec                     | LKS Słotwina                   | [ 121 ]                    | szczegóły                  |                                 |                                 |                                 |                                 |
| Tarnów II                      | Spółdzielca Grabno             | [ 122 ]                        | szczegóły                      | Województwo świętokrzyskie | Województwo świętokrzyskie     | Województwo świętokrzyskie | Województwo świętokrzyskie |                                 |                                 |                                 |                                 |
| Tarnów III                     | Iskra Dąbrówki Breńskie        | [ 123 ]                        | szczegóły                      | Kielce I                   | Astra Piekoszów                | [ 124 ]                    | szczegóły                  |                                 |                                 |                                 |                                 |
| Tarnów IV                      | Olimpia Wojnicz                | [ 125 ]                        | szczegóły                      | Kielce II                  | Piast Stopnica                 | [ 126 ]                    | szczegóły                  |                                 |                                 |                                 |                                 |
| Wadowice I                     | Jastrzębianka Jastrzębia       | [ 127 ]                        | szczegóły                      | Sandomierz                 | Star II Starachowice           | [ 128 ]                    | szczegóły                  |                                 |                                 |                                 |                                 |
| Wadowice II                    | Relaks Wysoka                  | [ 129 ]                        | szczegóły                      |                            |                                |                            |                            |                                 |                                 |                                 |                                 |
| Wieliczka                      | Nadwiślanka Nowe Brzesko       | [ 130 ]                        | szczegóły                      |                            |                                |                            |                            |                                 |                                 |                                 |                                 |